# Métro (journal montréalais)
Pour les articles homonymes, voir Metro.
Métro est un quotidien montréalais publié de mars 2001 à août 2023. Parfois aussi appelé Métro Montréal ou Journal Métro, le journal imprimé est distribué gratuitement dans le réseau de transport en commun de Montréal. Il est également disponible sur le Web et via son application mobile.
En mars 2021, Métro célébre ses vingt ans. Le journal procéde à une refonte importante cette même année, mais fait faillite en août 2023.

## Historique
Détenu à l'origine par Publications Métropolitaines, un consortium formé par Médias Transcontinental, Metro International et Gesca, le quotidien a été lancé en mars 2001 à Montréal, au Québec, sous le nom de Métro.
Le journal faisait alors partie du réseau de quotidiens portant la marque de Metro International, implanté dans de nombreuses villes à travers la planète.
Pendant plusieurs années, Métro et son compétiteur 24 Heures étaient souvent critiqués comme étant des sources plutôt superficielles. Les textes venaient principalement d'agences de presse externes, sauf pour les nouvelles locales. Ils étaient courts et (au départ) n'étaient pas signés. Selon le chercheur Daniel Giroux, le modèle était celui du « résumé succinct de ce qui s'était passé dans les dernières 24 heures ».
En juin 2012, Transcontinental Inc., par l'entremise de sa filiale TC Media, est devenue l'unique propriétaire de Métro. TC Media a ensuite mis l'ensemble de ses publications du Québec et de l'Ontario en vente en 2017, y compris Métro.
En avril 2018, Michael Raffoul, de l’entreprise Transmet Logistics & Metropolitan Media, s'est porté acquéreur de l'ensemble des publications de TC Media à Montréal et à Québec,. Le nouveau groupe de presse ainsi formé par Métro et les hebdomadaires de quartier s'appellait Métro Média.
Le journal connaît certaines difficultés pendant les premiers mois de la pandémie de COVID-19. Métro Média doit mettre à pied 40% de ses effectifs, y compris au sein de la salle de rédaction. L'impression du journal passe aussi à trois jours par semaine plutôt que d'être publié du lundi au vendredi. Toutefois, les employés licenciés reviennent au bureau quelques mois plus tard grâce à l'augmentation des revenus publicitaires et l'entrée en vigueur d'aides gouvernementales pour la main-d'oeuvre journalistique annoncées précédemment par les gouvernements fédéral et provincial.
En 2021, Métro célébrait son 20e anniversaire. La même année, Métro Média connaît un vent de changement. Il renforce le branding de ses publications en misant davantage sur la nouvelle locale, sur le contenu original et sur la vie urbaine. Il rajeunit aussi leur style pour attirer davantage les millénariaux. Le quotidien Métro concrétise ainsi une transition entamée depuis plusieurs années, où il est passé d'un journal misant d'abord et avant tout sur le contenu produit à l'externe par des agences de presse (comme La Presse Canadienne et l'Agence France-Presse) et par Metro International à un journal où la quasi-totalité du contenu était produit à l'interne. Une application mobile est également lancée. Cependant, le journal affirme que les versions papier seront toujours disponibles, comme avant.

## Diffusion
Le journal était disponible dans plus de 1 000 points de distribution du lundi au vendredi, à travers le réseau de la Société de transport de Montréal et dans certains points de chute des transporteurs des banlieues. En 2015, Métro était le quotidien le plus lu à Montréal (un million de lecteurs par édition). De 2001 à 2020, il était imprimé chaque jour de semaine, du lundi au vendredi. Pendant la pandémie de COVID-19, la fréquence d'impression a été réduite à trois éditions par semaine, puis deux, puis en 2023 il n'y avait qu'une seule édition imprimée par semaine.
Son principal concurrent était 24H Montréal, publié par Québecor Média et également gratuit. Une entente d'exclusivité avec la Société de transport de Montréal (STM) a fait en sorte que seul Métro ait pu être distribué à l'intérieur des stations de métro jusqu'au 3 janvier 2011. Par souci d'égalité, la STM a ensuite octroyé cette exclusivité à 24H Montréal pour cinq ans,. Le 26 janvier 2016, l’octroi de la distribution de journaux gratuits dans les stations de métro pour revenait à nouveau à Métro. Depuis 2020, les deux journaux étaient distribués dans les stations de métro de Montréal. Le 24 Heures a ensuite cessé le papier en 2021 et Métro a fait faillite en 2023.

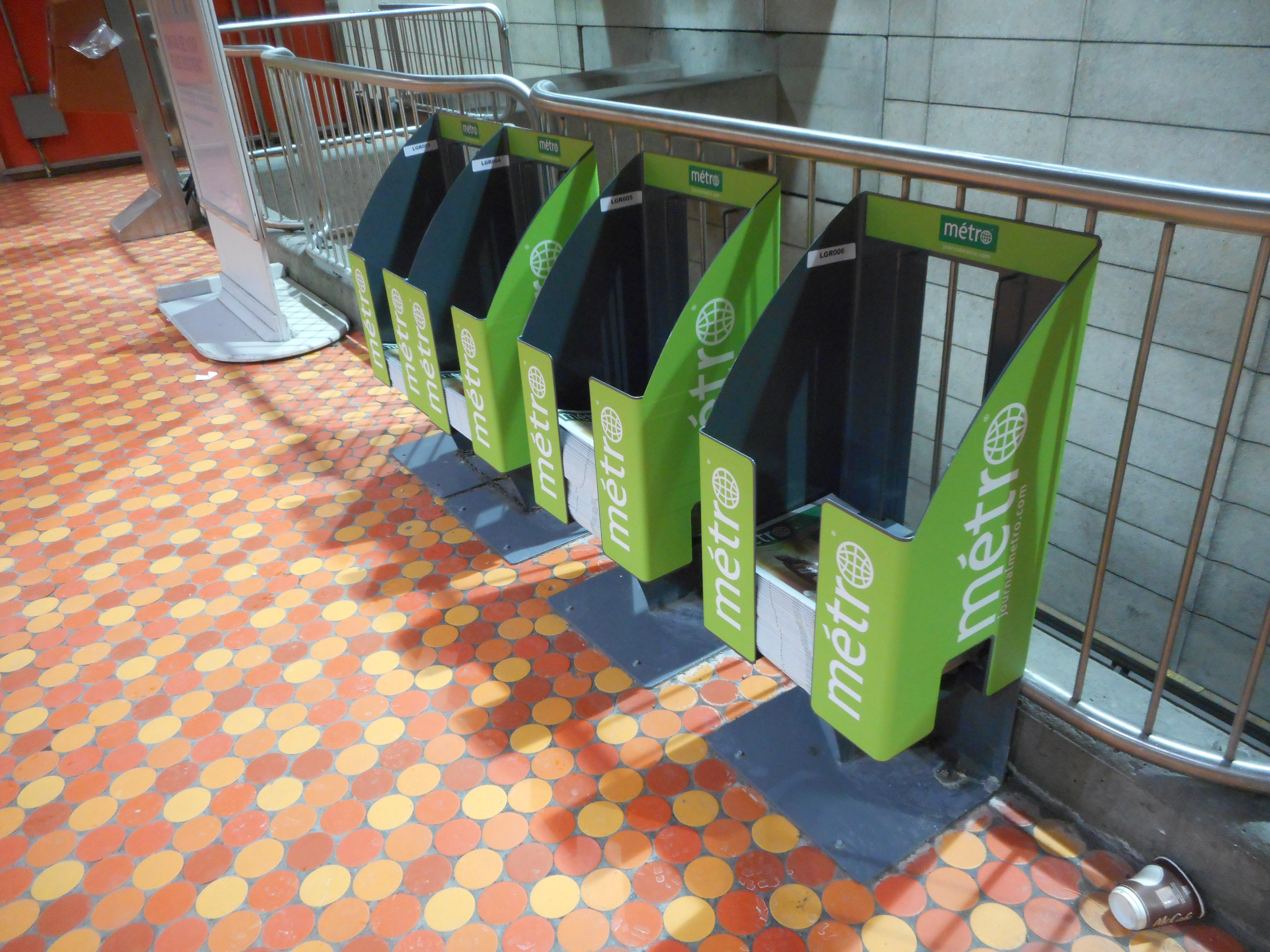
Type de présentoirs du journal visibles dans les lieux publics.

## Fermeture
Le 11 août 2023, Métro Média annonce la suspension de toutes ses publications. Le 17 septembre, la société confirme que « la mise à pied temporaire sera donc maintenant une mise à pied définitive ». Quelque 70 employés, dont une trentaine de journalistes, perdent leur emploi.
En décembre la même année, Jean-Pierre Fradette, propriétaire d'une entreprise de publicité numérique, fait l'acquisition de la marque, des équipements, des données et de la propriété intellectuelle de Métro et des publications de quartier de Métro Média. Toutefois, aucune mesure n'est annoncée pour relancer les activités du journal. En date du 9 mai 2025, le site web journalmetro.com était toujours accessible mais aucun nouveau contenu n'y était diffusé depuis la faillite.